# Llista de topònims de l'Aldea
Llista de topònims (noms propis de lloc) del municipi de l'Aldea, al Baix Ebre
Informació actualitzada per un bot. Els canvis manuals es perdran quan s'actualitzi!

## canal
| imatge | Nom                           | Ubicat a                             | instància de | Detalls                     | coordenades                                                                                               | Protecció | Commons (més fotos)           | Dades a WD                    |
| ------ | ----------------------------- | ------------------------------------ | ------------ | --------------------------- | --- | --------- | ----------------------------- | ----------------------------- |
|        | canal de l'Esquerra de l'Ebre | Baix Ebre                            | canal        | Desemboca: mar Mediterrània | 40° 47′ 31″ N, 0° 31′ 23″ E / 40.79199°N,0.5231°E                                                         |           | Canal de l'esquerra de l'Ebre | Modifica les dades a Wikidata |
|        | canal nou de Camarles         | Baix Ebre l'Aldea Camarles l'Ampolla | canal        |                             | 40° 43′ 02″ N, 0° 35′ 18″ E / 40.717312°N,0.588208°E 40° 48′ 00″ N, 0° 41′ 54″ E / 40.800065°N,0.698349°E |           |                               | Modifica les dades a Wikidata |

## edifici
| imatge | Nom                          | Ubicat a                                                                  | instància de | Detalls                                  | coordenades                                          | Protecció                                  | Commons (més fotos)          | Dades a WD                    |
| ------ | ---------------------------- | ------------------------------------------------------------------------- | ------------ | ---------------------------------------- | ---------------------------------------------------- | ------------------------------------------ | ---------------------------- | ----------------------------- |
|        | Coeteres del Delta de l'Ebre | l'Ampolla Camarles l'Aldea Amposta la Ràpita Sant Jaume d'Enveja Deltebre | edifici      | Estil: arquitectura popular 20th century | 40° 34′ 22″ N, 0° 39′ 13″ E / 40.572897°N,0.6536°E   | bé cultural d'interès nacional             | Coeteres del Delta de l'Ebre | Modifica les dades a Wikidata |
|        | Plaça de Bous                | l'Aldea                                                                   | edifici      | Estil: arquitectura popular              | 40° 43′ 54″ N, 0° 37′ 42″ E / 40.731599°N,0.628337°E | bé integrant del patrimoni cultural català |                              | Modifica les dades a Wikidata |

## església
| imatge | Nom                    | Ubicat a | instància de    | Detalls                                                   | coordenades                                          | Protecció                                  | Commons (més fotos)    | Dades a WD                    |
| ------ | ---------------------- | -------- | --------------- | --------------------------------------------------------- | ---------------------------------------------------- | ------------------------------------------ | ---------------------- | ----------------------------- |
|        | Sant Josep de l'Aldea  | l'Aldea  | església        |                                                           | 40° 44′ 27″ N, 0° 36′ 35″ E / 40.740882°N,0.609795°E | bé integrant del patrimoni cultural català | Sant Josep de l'Aldea  | Modifica les dades a Wikidata |
|        | Sant Ramon de l'Aldea  | l'Aldea  | església        | Estil: arquitectura popular                               | 40° 44′ 55″ N, 0° 37′ 25″ E / 40.74874°N,0.62363°E   | bé integrant del patrimoni cultural català | Sant Ramon de l'Aldea  | Modifica les dades a Wikidata |
|        | Santa Maria de l'Aldea | l'Aldea  | església ermita | Estil: arquitectura romànica arquitectura del Renaixement | 40° 43′ 54″ N, 0° 37′ 42″ E / 40.7318°N,0.628245°E   | bé integrant del patrimoni cultural català | Santa Maria de l'Aldea | Modifica les dades a Wikidata |

## granja
| imatge | Nom                 | Ubicat a | instància de | Detalls | coordenades                                                          | Protecció | Commons (més fotos) | Dades a WD                    |
| ------ | ------------------- | -------- | ------------ | ------- | -------------------------------------------------------------------- | --------- | ------------------- | ----------------------------- |
|        | Granges Centelles   | l'Aldea  | granja       |         | 40° 44′ 28″ N, 0° 36′ 24″ E / 40.7411721310047°N,0.606550025460504°E |           |                     | Modifica les dades a Wikidata |
|        | Granges de Fabra    | l'Aldea  | granja       |         | 40° 45′ 15″ N, 0° 36′ 28″ E / 40.7542418142045°N,0.607846017787018°E |           |                     | Modifica les dades a Wikidata |
|        | Granja Alomar       | l'Aldea  | granja       |         | 40° 44′ 16″ N, 0° 36′ 40″ E / 40.7377078246023°N,0.611067651841046°E |           |                     | Modifica les dades a Wikidata |
|        | Granja Escurriola   | l'Aldea  | granja       |         | 40° 45′ 29″ N, 0° 38′ 44″ E / 40.757936210464°N,0.645560318425881°E  |           |                     | Modifica les dades a Wikidata |
|        | Granja de Centelles | l'Aldea  | granja       |         | 40° 44′ 38″ N, 0° 38′ 10″ E / 40.743750139269°N,0.63601446524278°E   |           |                     | Modifica les dades a Wikidata |
|        | Granja de l'Hilàrio | l'Aldea  | granja       |         | 40° 45′ 45″ N, 0° 36′ 42″ E / 40.7624619032302°N,0.611578944432365°E |           |                     | Modifica les dades a Wikidata |

## masia
| imatge | Nom                          | Ubicat a | instància de | Detalls | coordenades                                                          | Protecció | Commons (més fotos) | Dades a WD                    |
| ------ | ---------------------------- | -------- | ------------ | ------- | -------------------------------------------------------------------- | --------- | ------------------- | ----------------------------- |
|        | Burjassénia                  | l'Aldea  | masia        |         | 40° 44′ 00″ N, 0° 35′ 46″ E / 40.733407°N,0.596115°E 10 msnm         |           |                     | Modifica les dades a Wikidata |
|        | Casa Tudó                    | l'Aldea  | masia        |         | 40° 44′ 01″ N, 0° 37′ 10″ E / 40.733539185058°N,0.619434696881876°E  |           |                     | Modifica les dades a Wikidata |
|        | Caseta del Curto             | l'Aldea  | masia        |         | 40° 44′ 43″ N, 0° 39′ 09″ E / 40.7451412400502°N,0.65241912460688°E  |           |                     | Modifica les dades a Wikidata |
|        | Finca Baldiri                | l'Aldea  | masia        |         | 40° 44′ 09″ N, 0° 37′ 29″ E / 40.7359371183653°N,0.624772682321402°E |           |                     | Modifica les dades a Wikidata |
|        | Finca d'Avària               | l'Aldea  | masia        |         | 40° 44′ 49″ N, 0° 38′ 07″ E / 40.7469594760976°N,0.635158092030886°E |           |                     | Modifica les dades a Wikidata |
|        | Hort d'Insa                  | l'Aldea  | masia        |         | 40° 44′ 48″ N, 0° 38′ 34″ E / 40.7467262582572°N,0.642687080590807°E |           |                     | Modifica les dades a Wikidata |
|        | Hort d'en Set Cisternes      | l'Aldea  | masia        |         | 40° 44′ 03″ N, 0° 36′ 39″ E / 40.7340558818815°N,0.610878638144072°E |           |                     | Modifica les dades a Wikidata |
|        | Hort de Baladroc             | l'Aldea  | masia        |         | 40° 44′ 02″ N, 0° 37′ 08″ E / 40.7339711919505°N,0.618981159696931°E |           |                     | Modifica les dades a Wikidata |
|        | Hort de Catxap               | l'Aldea  | masia        |         | 40° 44′ 25″ N, 0° 38′ 07″ E / 40.740253281475°N,0.635372058637069°E  |           |                     | Modifica les dades a Wikidata |
|        | Hort de Cinto el Lelo        | l'Aldea  | masia        |         | 40° 44′ 49″ N, 0° 38′ 23″ E / 40.7470347964411°N,0.639715250930211°E |           |                     | Modifica les dades a Wikidata |
|        | Hort de Colet                | l'Aldea  | masia        |         | 40° 44′ 47″ N, 0° 38′ 19″ E / 40.7463464406714°N,0.638649991008878°E |           |                     | Modifica les dades a Wikidata |
|        | Hort de Joaquim de la Mestra | l'Aldea  | masia        |         | 40° 44′ 24″ N, 0° 38′ 15″ E / 40.7399174302444°N,0.637444543708123°E |           |                     | Modifica les dades a Wikidata |
|        | Hort de Joaquima Laxima      | l'Aldea  | masia        |         | 40° 44′ 36″ N, 0° 38′ 12″ E / 40.7433519530554°N,0.636695267495326°E |           |                     | Modifica les dades a Wikidata |
|        | Hort de Nirvi                | l'Aldea  | masia        |         | 40° 44′ 32″ N, 0° 38′ 11″ E / 40.7421030312697°N,0.636407898631027°E |           |                     | Modifica les dades a Wikidata |
|        | Hort de Paracolles           | l'Aldea  | masia        |         | 40° 43′ 58″ N, 0° 36′ 02″ E / 40.732654127539°N,0.600627037834136°E  |           |                     | Modifica les dades a Wikidata |
|        | Hort de Pau Pella            | l'Aldea  | masia        |         | 40° 44′ 59″ N, 0° 38′ 14″ E / 40.7497012350144°N,0.637086262713724°E |           |                     | Modifica les dades a Wikidata |
|        | Hort de Ramon de Fesol       | l'Aldea  | masia        |         | 40° 44′ 51″ N, 0° 38′ 19″ E / 40.7474542866795°N,0.638646314102196°E |           |                     | Modifica les dades a Wikidata |
|        | Hort de Ramon de Polla       | l'Aldea  | masia        |         | 40° 45′ 01″ N, 0° 38′ 26″ E / 40.7503959495713°N,0.640662326978336°E |           |                     | Modifica les dades a Wikidata |
|        | Hort de Xavarria             | l'Aldea  | masia        |         | 40° 44′ 09″ N, 0° 36′ 45″ E / 40.7359706137395°N,0.612432417994578°E |           |                     | Modifica les dades a Wikidata |
|        | Hort del Vilaró              | l'Aldea  | masia        |         | 40° 44′ 57″ N, 0° 38′ 29″ E / 40.7491693046788°N,0.64146372838895°E  |           |                     | Modifica les dades a Wikidata |
|        | Mas Roig                     | l'Aldea  | masia        |         | 40° 46′ 18″ N, 0° 37′ 50″ E / 40.7715724565382°N,0.630553035892937°E |           |                     | Modifica les dades a Wikidata |
|        | Mas d'Abril                  | l'Aldea  | masia        |         | 40° 44′ 14″ N, 0° 37′ 23″ E / 40.7372545923855°N,0.623138975734069°E |           |                     | Modifica les dades a Wikidata |
|        | Mas de Botargo               | l'Aldea  | masia        |         | 40° 44′ 11″ N, 0° 36′ 36″ E / 40.736271168712°N,0.6099822634692°E    |           |                     | Modifica les dades a Wikidata |
|        | Mas de Joanito el Roig       | l'Aldea  | masia        |         | 40° 43′ 57″ N, 0° 36′ 10″ E / 40.7323738867295°N,0.60274481917387°E  |           |                     | Modifica les dades a Wikidata |
|        | Mas de Josep d'Estorac       | l'Aldea  | masia        |         | 40° 43′ 07″ N, 0° 35′ 45″ E / 40.7186899195983°N,0.595742209987528°E |           |                     | Modifica les dades a Wikidata |
|        | Mas de Lucia                 | l'Aldea  | masia        |         | 40° 44′ 09″ N, 0° 36′ 02″ E / 40.7357625822718°N,0.600669241758478°E |           |                     | Modifica les dades a Wikidata |
|        | Mas de Mateu                 | l'Aldea  | masia        |         | 40° 44′ 17″ N, 0° 37′ 22″ E / 40.7379836425716°N,0.622674855441646°E |           |                     | Modifica les dades a Wikidata |
|        | Mas de Perico                | l'Aldea  | masia        |         | 40° 44′ 16″ N, 0° 36′ 16″ E / 40.7377711242509°N,0.604564113783681°E |           |                     | Modifica les dades a Wikidata |
|        | Mas de Via                   | l'Aldea  | masia        |         | 40° 44′ 05″ N, 0° 36′ 09″ E / 40.7346004179287°N,0.602392503276276°E |           |                     | Modifica les dades a Wikidata |
|        | Masia de Bernis              | l'Aldea  | masia        |         | 40° 43′ 48″ N, 0° 36′ 47″ E / 40.7299325899683°N,0.613157516965227°E |           |                     | Modifica les dades a Wikidata |
|        | Masia de Tinto               | l'Aldea  | masia        |         | 40° 43′ 52″ N, 0° 36′ 34″ E / 40.7310902439358°N,0.609469147238818°E |           |                     | Modifica les dades a Wikidata |
|        | Masia de la Capblanca        | l'Aldea  | masia        |         | 40° 44′ 10″ N, 0° 37′ 01″ E / 40.736034143171°N,0.616811584227647°E  |           |                     | Modifica les dades a Wikidata |
|        | Masia del Baió               | l'Aldea  | masia        |         | 40° 44′ 02″ N, 0° 35′ 54″ E / 40.733967213246°N,0.59846897947639°E   |           |                     | Modifica les dades a Wikidata |
|        | Masia del Barquero           | l'Aldea  | masia        |         | 40° 43′ 26″ N, 0° 36′ 40″ E / 40.723893469622°N,0.611218594597657°E  |           |                     | Modifica les dades a Wikidata |
|        | Masia del Baró de les Torres | l'Aldea  | masia        |         | 40° 44′ 09″ N, 0° 36′ 24″ E / 40.735939485017°N,0.60668712040553°E   |           |                     | Modifica les dades a Wikidata |
|        | Masia del Coent              | l'Aldea  | masia        |         | 40° 45′ 03″ N, 0° 38′ 00″ E / 40.750902285606°N,0.63339218125432°E   |           |                     | Modifica les dades a Wikidata |
|        | Masies de Burjassénia        | l'Aldea  | masia        |         | 40° 43′ 43″ N, 0° 35′ 34″ E / 40.7285996819638°N,0.592792336252741°E |           |                     | Modifica les dades a Wikidata |
|        | el Barrio Chino              | l'Aldea  | masia        |         | 40° 43′ 23″ N, 0° 35′ 10″ E / 40.7231558900321°N,0.586169091895245°E |           |                     | Modifica les dades a Wikidata |
|        | l'Hort de Moià               | l'Aldea  | masia        |         | 40° 44′ 22″ N, 0° 37′ 06″ E / 40.7394949920226°N,0.61821566601354°E  |           |                     | Modifica les dades a Wikidata |
|        | la Palma                     | l'Aldea  | masia        |         | 40° 43′ 20″ N, 0° 34′ 50″ E / 40.722309372291°N,0.580587887767306°E  |           |                     | Modifica les dades a Wikidata |
|        | la Rovirosa                  | l'Aldea  | masia        |         | 40° 44′ 12″ N, 0° 35′ 46″ E / 40.736618108587°N,0.59600526010099°E   |           |                     | Modifica les dades a Wikidata |
|        | los Horts del Dragó          | l'Aldea  | masia        |         | 40° 44′ 30″ N, 0° 38′ 16″ E / 40.7416246726848°N,0.637680172632072°E |           |                     | Modifica les dades a Wikidata |
|        | los Horts del Pigat          | l'Aldea  | masia        |         | 40° 44′ 20″ N, 0° 37′ 02″ E / 40.7388059574691°N,0.617127087193312°E |           |                     | Modifica les dades a Wikidata |

## nucli de població
| imatge | Nom                   | Ubicat a | instància de      | Detalls | coordenades                                                          | Protecció | Commons (més fotos) | Dades a WD                    |
| ------ | --------------------- | -------- | ----------------- | ------- | -------------------------------------------------------------------- | --------- | ------------------- | ----------------------------- |
|        | Raval de Sant Ramon   | l'Aldea  | nucli de població |         | 40° 45′ 11″ N, 0° 36′ 54″ E / 40.7529404799049°N,0.615035056101971°E |           |                     | Modifica les dades a Wikidata |
|        | el Barri de l'Estació | l'Aldea  | nucli de població |         | 40° 45′ 05″ N, 0° 37′ 36″ E / 40.7513951149288°N,0.626579436103391°E |           |                     | Modifica les dades a Wikidata |
|        | l'Hostal dels Alls    | l'Aldea  | nucli de població |         | 40° 44′ 30″ N, 0° 36′ 48″ E / 40.7415945861274°N,0.613462858123222°E |           |                     | Modifica les dades a Wikidata |

## pont
| imatge | Nom                        | Ubicat a        | instància de | Detalls                                            | coordenades                                                         | Protecció                                  | Commons (més fotos)                  | Dades a WD                    |
| ------ | -------------------------- | --------------- | ------------ | -------------------------------------------------- | ------------------------------------------------------------------- | ------------------------------------------ | ------------------------------------ | ----------------------------- |
|        | Pont de l'Autopista        | l'Aldea Amposta | pont         | Travessa: Ebre Hi passa: Autopista del Mediterrani | 40° 43′ 43″ N, 0° 34′ 31″ E / 40.7286939887902°N,0.57535989250546°E |                                            |                                      | Modifica les dades a Wikidata |
|        | Pont de la carretera N-340 | Amposta l'Aldea | pont         | Travessa: Ebre Hi passa: N-340                     | 40° 42′ 32″ N, 0° 35′ 27″ E / 40.7089°N,0.590816°E                  | bé integrant del patrimoni cultural català | Pont de la carretera N-340 (Amposta) | Modifica les dades a Wikidata |

## torre de sentinella
| imatge | Nom                  | Ubicat a | instància de        | Detalls                     | coordenades                                                                                                   | Protecció                                            | Commons (més fotos)  | Dades a WD                    |
| ------ | -------------------- | -------- | ------------------- | --------------------------- | --- | ---------------------------------------------------- | -------------------- | ----------------------------- |
|        | Torre de Burjassénia | l'Aldea  | torre de sentinella | Estil: arquitectura popular | 40° 43′ 59″ N, 0° 35′ 46″ E / 40.733078°N,0.595989°E ca:Carretera N-340, km 1085 8 msnm                       | bé d'interès cultural bé cultural d'interès nacional | Torre de Burjassénia | Modifica les dades a Wikidata |
|        | Torre de Vinaixarop  | l'Aldea  | torre de sentinella | Estil: arquitectura popular | 40° 47′ 26″ N, 0° 36′ 53″ E / 40.7906°N,0.614722°E ca:Entre el barranc de Vinaixarop i dels Pixadors 123 msnm | bé d'interès cultural bé cultural d'interès nacional | Torre de Vinaixarop  | Modifica les dades a Wikidata |
|        | Torre de la Candela  | l'Aldea  | torre de sentinella | Estil: arquitectura popular | 40° 43′ 23″ N, 0° 35′ 26″ E / 40.723°N,0.590583°E ca:Carretera N-340, km 1083 -1084 5 msnm                    | bé d'interès cultural bé cultural d'interès nacional | Torre de la Candela  | Modifica les dades a Wikidata |

## Misc
| imatge | Nom                                       | Ubicat a                                    | instància de                                   | Detalls                                                             | coordenades                                                                                         | Protecció                                            | Commons (més fotos)                       | Dades a WD                    |
| ------ | ----------------------------------------- | ------------------------------------------- | ---------------------------------------------- | ------------------------------------------------------------------- | --------------------------------------------------------------------------------------------------- | ---------------------------------------------------- | ----------------------------------------- | ----------------------------- |
|        | Castell de l'Aldea                        | l'Aldea                                     | castell                                        |                                                                     | 40° 43′ 58″ N, 0° 37′ 34″ E / 40.7326846593524°N,0.62604884562847°E                                 |                                                      |                                           | Modifica les dades a Wikidata |
|        | Ebre                                      | Cantàbria País Basc Navarra Aragó Catalunya | riu                                            | Desemboca: mar Mediterrània Llarg: 910km Conca: 86800km²            | 43° 02′ 15″ N, 4° 22′ 12″ O / 43.0375°N,4.37°O 40° 43′ 43″ N, 0° 52′ 09″ E / 40.728527°N,0.869293°E |                                                      | Ebro River                                | Modifica les dades a Wikidata |
|        | Estació de l'Aldea - Amposta - Tortosa    | l'Aldea                                     | estació de ferrocarril edifici                 |                                                                     | 40° 45′ 13″ N, 0° 36′ 51″ E / 40.75352777777778°N,0.6142222222222222°E                              |                                                      | L'Aldea - Amposta - Tortosa train station | Modifica les dades a Wikidata |
|        | Om de Burjassénia                         | l'Aldea                                     | arbre singular                                 | Taxon: Om comú (Ulmus minor) Ample: 19m Alt: 15.5m Perímetre: 4.55m | 40° 43′ 57″ N, 0° 35′ 45″ E / 40.73243°N,0.59588°E ca:Burjassénia 8 msnm                            | arbre monumental                                     | Om de Burjassénia                         | Modifica les dades a Wikidata |
|        | Polígon industrial Estació de Mercaderies | l'Aldea                                     | polígon industrial                             |                                                                     | 40° 45′ 15″ N, 0° 36′ 41″ E / 40.754144139046°N,0.611391157357799°E                                 |                                                      |                                           | Modifica les dades a Wikidata |
|        | Torre de l'Aldea                          | l'Aldea                                     | torre de defensa                               | Estil: arquitectura popular                                         | 40° 43′ 55″ N, 0° 37′ 41″ E / 40.7319°N,0.628086°E ca:Santuari de la Mare de Déu de l'Aldea 3 msnm  | bé d'interès cultural bé cultural d'interès nacional | Torre de l'Aldea                          | Modifica les dades a Wikidata |
|        | barranc dels Pixadors                     | Tortosa l'Aldea                             | curs d'aigua                                   |                                                                     | 40° 44′ 42″ N, 0° 37′ 02″ E / 40.744893°N,0.617143°E                                                |                                                      |                                           | Modifica les dades a Wikidata |
|        | casa consistorial de L'Aldea              | l'Aldea                                     | casa consistorial                              |                                                                     | 40° 44′ 45″ N, 0° 37′ 12″ E / 40.7458274°N,0.6200623°E                                              |                                                      |                                           | Modifica les dades a Wikidata |
|        | l'Aldea                                   | l'Aldea                                     | entitat singular de població capital municipal | 4554 hab                                                            | 40° 44′ 28″ N, 0° 36′ 38″ E / 40.74118956°N,0.6105299°E 11 msnm                                     |                                                      |                                           | Modifica les dades a Wikidata |
|        | sitja de l'Aldea-Tortosa                  | l'Aldea                                     | sitja                                          | Estil: Tipo SG 1967 Superfície: 875m²                               | 40° 45′ 17″ N, 0° 35′ 45″ E / 40.75483333333333°N,0.59575°E                                         |                                                      |                                           | Modifica les dades a Wikidata |